# Thermiphione fijiensis
Thermiphione fijiensis är en ringmaskart som beskrevs av Michiya Miura 1994. Thermiphione fijiensis ingår i släktet Thermiphione och familjen Polynoidae. Inga underarter finns listade i Catalogue of Life.